# Joanne Greenberg
Joanne Greenberg, född 24 september 1932 i Brooklyn i New York, är en amerikansk författare. Hennes mest kända roman är Ingen dans på rosor (originalets titel: I Never Promised You a Rose Garden), som utkom 1964 under pseudonymen Hannah Green. Boken är delvis självbiografisk och handlar om en tonårsflickas kamp mot schizofreni. Huvudpersonen Deborah Blau är en begåvad flicka som går in i en fantasivärld hon själv skapat, landet Yr. I början är detta land en tillflyktsort, men allteftersom hon blir sjukare så blir det allt mer plågsamt och styr och begränsar Deborahs liv. Deborah får hjälp av en kvinnlig psykiater, Dr. Fried, och i slutet av boken är Deborah utskriven och har börjat ett liv utanför mentalsjukhuset. 
Joanne Greenberg var själv patient hos den tysk-amerikanska psykoanalytikern Frieda Fromm-Reichmann, som har stått modell för Dr. Fried. Både i boken och i verkligheten hade Greenberg/Deborah diagnosen schizofreni, men idag har schizofreni blivit ett snävare definierat begrepp och enligt senare forskning är det sannolikt att Greenberg skulle ha fått en helt annan diagnos för samma symptom idag.
Boken filmatiserades 1977 och nominerades till två Oscar; rollen som Dr. Fried spelades av Bibi Andersson.